# Meyers Aircraft Company
Die Meyers Aircraft Corporation war ein US-amerikanischer Hersteller von Kleinflugzeugen. Al Meyers gründete das Unternehmen 1936 in Tecumseh in Michigan, um seine Flugzeugkonstruktion OTW (Out To Win) zu fertigen. Nach dem Zweiten Weltkrieg konstruierte er noch weitere Flugzeuge und verkaufte das Unternehmen 1965 an Rockwell International.

## Flugzeugtypen
- Meyers OTW
- Meyers Me-165W
- Meyers MAC-125 / MAC-145
- Meyers 200